# Чечулин, Николай Васильевич
Николай Васильевич Чечулин (10 января 1922, д. Липово, Ветлужский уезд, Костромская губерния, РСФСР — 10 мая 1968, пос. Глухарный, Ивдельский район, Свердловская область, РСФСР, СССР) — командир отделения 105-го гвардейского стрелкового полка 34-й гвардейской Енакиевской Краснознамённой стрелковой дивизии 46-й армии 3-го Украинского фронта, гвардии сержант. Герой Советского Союза.

## Биография
Родился 10 января 1922 года в деревне Липово Ветлужского уезда (ныне — Пыщугский район Костромской области). Член ВКП(б)/КПСС с 1950 года. Образование неполное среднее.
В октябре 1941 года был призван в Красную Армию. В действующей армии с октября 1942 года. Командир отделения гвардии сержант Чечулин отличился при форсировании реки Днестр у села Раскаецы.
17-18 апреля в составе группы захвата из 10 человек под командованием гвардии лейтенанта Васильева-Кытина на правом берегу реки занял господствующую высоту 107,5. Гвардейцы, отражая многочисленные контратаки превосходящих сил противника, закрепилась на ней. Чечулин лично подавил огонь 2 вражеских огневых точек. 18 апреля, находясь в засаде, уничтожил четырёх снайперов врага.
Указом Президиума Верховного Совета СССР от 13 сентября 1944 года за образцовое выполнение заданий командования и проявленные мужество и
героизм в боях с немецко-вражескими захватчиками гвардии сержанту Чечулину Николаю Васильевичу присвоено звание Героя Советского Союза с вручением ордена Ленина и медали «Золотая Звезда». Также награждён двумя медалями «За отвагу» (10.10.1943, 21.04.1944).
После этого боя гвардеец участвовал в Ясско-Кишиневской операции, освобождал Румынию, Болгарию, Югославию, Венгрию. День победы встретил в Австрии.
В 1945 году гвардии старшина Чечулин был демобилизован. Жил и работал в посёлке Глухарный Ивдельского горсовета Свердловской области.
Скончался 10 мая 1968 года после продолжительной болезни, вызванной, фронтовыми ранениями. Похоронен на кладбище посёлка Глухарный.

## Память
У села Раскаецы на правом берегу Днестра на высоте установлен обелиск в честь подвига 10 гвардейцев .